# Оливьер, Дан
Дан Оливьер (нидерл. Daan Olivier; род. 24 ноября 1992 в Угстгесте,  Нидерланды) — голландский профессиональный  шоссейный велогонщик, выступающий за команду мирового тура «Lotto NL-Jumbo».

## Достижения
2010
2-й Обель – Тимистер – Ла-Глез (юниоры) - Генеральная классификация
1-й - этап 2 (КГ)
2-й Гран-при Рублиланда (юниоры) - Генеральная классификация
2011
8-й Тур Жеводан Лангедок-Руссильон - Генеральная классификация
8-й Grand Prix des Marbriers
10-й Истриан Спринг Трофи - Генеральная классификация
10-й Тур Рона – Альпы - Генеральная классификация
2012
2-й Тур Жиронды - Генеральная классификация
3-й Чемпионат Нидерландов - групповая гонка (U23)
3-й Тур Бретани - Генеральная классификация
1-й  - Молодёжная классификация
4-й Тур Эна - Генеральная классификация
1-й  - Молодёжная классификация
5-й Тур Тюрингии (U23) - Генеральная классификация
1-й  - Молодёжная классификация
1-й - этап 1 (КГ)
8-й Тур Эльзаса - Генеральная классификация
8-й Тур де л’Авенир - Генеральная классификация
8-й Льеж — Бастонь — Льеж U23
10-й Истриан Спринг Трофи - Генеральная классификация
10-й Вольта Алентежу - Генеральная классификация
2013
2-й Париж — Тур U23
2014
8-й Вуэльта Бургоса - Генеральная классификация
1-й  - Молодёжная классификация

## Статистика выступлений

### Гранд-туры
| Гонка           | 2017 |
| --------------- | ---- |
| Джиро д'Италия  | —    |
| Тур де Франс    | —    |
| Вуэльта Испании | 60   |

| —  | Не участвовал  |
| НФ | Не финишировал |